# Gumista
Gumista (en georgiano: გუმისთა; en abjasio: Гәымсҭа; en armenio: Գումիստա) es un pueblo que pertenece a la parcialmente reconocida República de Abjasia, parte del distrito de Sujumi, aunque de iure pertenece al municipio de Sojumi de la República Autónoma de Abjasia de Georgia.

## Geografía
Gumista se encuentra a orillas del Mar Negro, 6 km al noroeste de Sujumi. Limita con Tavisupleba y Zemo Eshera en el noreste y noroeste, respectivamente; Eshera en el oeste; Guma y Tavisupleba en el este; y Sujumi en el sureste y sur, respectivamente.
Las aldeas de Achadara y Lechkopi están bajo la administración del pueblo.

## Historia
La gran mayoría de la población nativa abjasia de la región histórica de Guma, los abjasios guma, fue expulsada en el Muhayir o genocidio circasiano que ocurrió tras la guerra ruso-circasiana en el final del siglo XIX. Poco tiempo después llegaron familias de armenios en 1883 procedentes de la ciudad de Ordu y la provincia otomana de Samsun. Los habitantes se dedicaban mayoritariamente a la agricultura, la elaboración del tabaco, las frutas y hortalizas y la seda.
Después del establecimiento de la Unión Soviética, aquí se construyó una escuela secundaria con instrucción en idioma armenio y, por su cercanía con Sujumi, los rusos fueron el grupo dominante en asentamientos como Lechkopi, mientras los georgianos dominaban aldeas como la de Achadara. En 1930, había ocho aldeas en el consejo de la de Gumista, y en 1949, cuatro aldeas.
Durante la guerra de Abjasia (1992-1993), la línea del frente pasó por aquí en lo que se denominó la batalla de Gumista. El pueblo se convirtió en escenario de enfrentamientos militares y purgas de población; tanto Sujumi como Gumista y otras aldeas circundantes fueron objeto de ataques aéreos casi diarios por parte de separatistas abjasios y georgianos, y muchas casas fueron destruidas por los ataques. Hubo daños materiales considerables y pereció un gran número de civiles. Al final de la guerra, una gran parte de la población (principalmente georgianos y rusos) huyó del pueblo y posteriormente de Abjasia.

## Demografía
La evolución demográfica de Gumista entre 1959 y 2011 fue la siguiente:
| 2563                                                | 4177 | 2721 |
| (Fuente: Population of Abkhazia since Soviet times) |      |      |

La población ha disminuido tras el fin de la guerra ya que aquí hubo uno de los principales frentes de guerra, pero no tanto debido principalmente a su cercanía con Sujumi. Tanto en el pasado como hoy en día la mayoría de la población consiste en armenios, con una minoría de abjasios en la actualidad (en el pasado hubo minorías importantes de georgianos y rusos).
|              | 2011      | 2011       |
| Grupo étnico | Población | Porcentaje |
| ------------ | --------- | ---------- |
| Georgianos   | 59        | 2,2%       |
| Abjasios     | 772       | 28,4%      |
| Rusos        | 128       | 4,7%       |
| Ucranianos   | 8         | 0,3%       |
| Armenios     | 1684      | 61,9%      |
| Griegos      | 19        | 0,7%       |
| Total        | 2721      | 100%       |

## Infraestructura

### Transporte
La carretera principal que conecta Sujumi con Rusia pasa por el pueblo.